# Nemanja Vidić
Nemanja Vidić (en serbe en écriture cyrillique : Немања Видић), né le 21 octobre 1981 à Titovo Užice (Yougoslavie, aujourd'hui Serbie), est un footballeur international serbe qui jouait au poste de défenseur central. Il a été considéré comme l'un des meilleurs défenseurs centraux du monde pendant sa période à l’Etoile Rouge de Belgrade et à Manchester United, où il est le seul défenseur central à avoir été élu meilleur joueur de la saison à deux reprises en 2009 et 2011. Avant lui, seuls Thierry Henry, et Cristiano Ronaldo, deux attaquants, avaient réussi cet exploit en Premier League. 
En septembre 2019, la légende de Manchester United est élu meilleur défenseur central de tous les temps du Championnat d'Angleterre,,,,,. 
Son style de jeu était basé sur l'agressivité permanente face aux attaquants adverses, l'engagement sur chaque duel et le jeu de tête, prêt à se sacrifier sur le terrain pour son équipe et son pays. Il reste un joueur emblématique du poste de défenseur central.

## Biographie

### Débuts professionnels
Nemanja Vidić commence sa carrière professionnelle à l'Étoile rouge de Belgrade. Pour lui jouer était déjà une réussite, car c'était son rêve de jouer pour le club de Belgrade. Il déclara à plusieurs reprises que le reste pour lui n'était plus que du professionnalisme et que son club de cœur restera toujours l'Étoile Rouge. Il gagnera 2 titres avec l'Étoile et sera aussi capitaine de l'équipe. 
Il est ensuite transféré au Spartak Moscou où il dispute 41 matchs (4 buts). 

### Manchester United

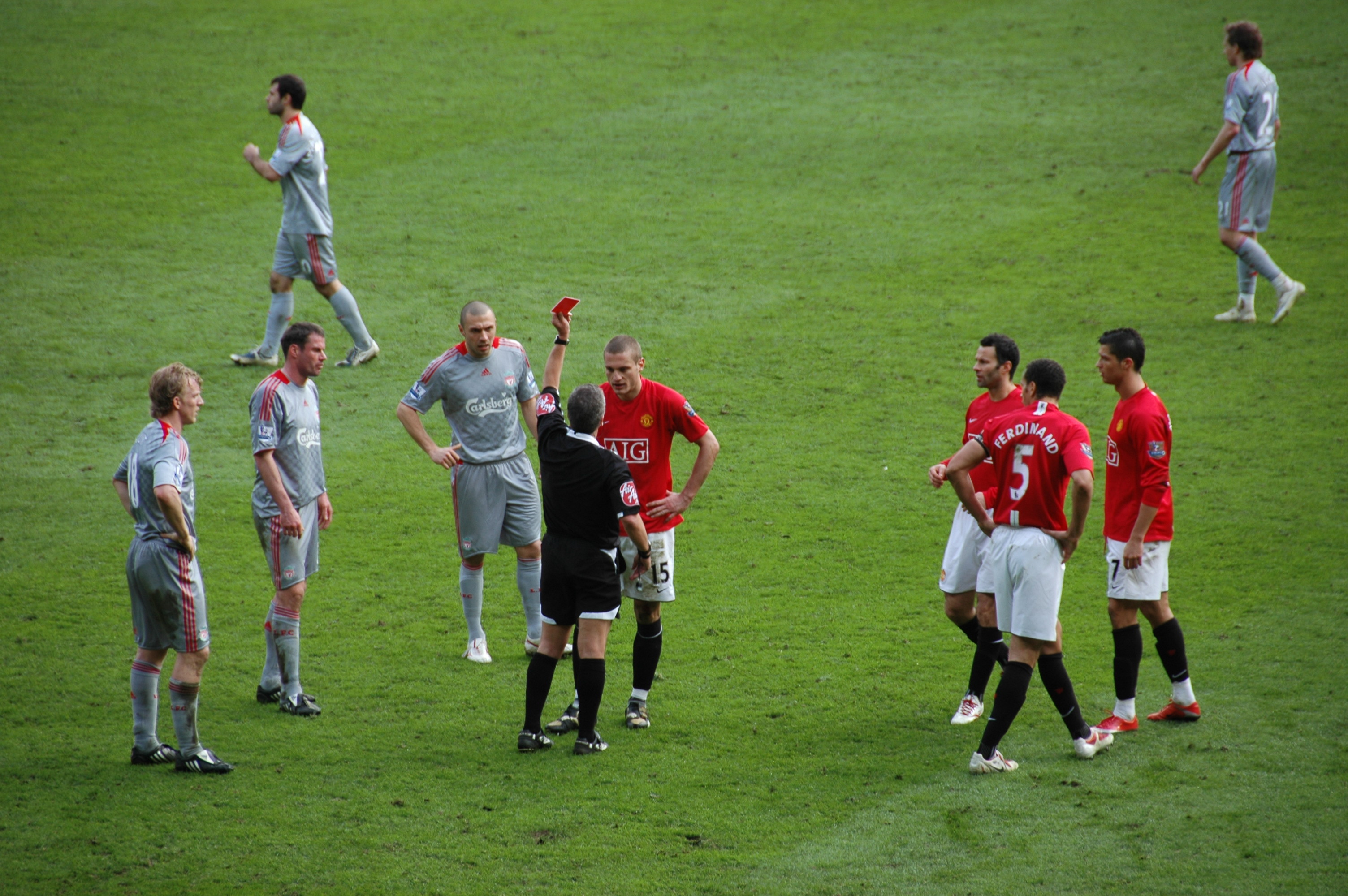
Vidic lors d'un match avec Manchester United

En janvier 2006, Nemanja Vidić signe en faveur du club anglais de Manchester United. 
Il joue son premier match sous ses nouvelles couleurs le 25 janvier suivant lors d'un match de coupe de la Ligue anglaise contre Blackburn Rovers. Il entre en jeu à la place de Ruud van Nistelrooy ce jour-là et son équipe s'impose par deux buts à un. C'est également contre Blackburn qu'il fait sa première apparition en Premier League le 1er février 2006. Il est titularisé lors de cette rencontre perdue par son équipe par quatre buts à trois.
Vidić inscrit son premier but pour Manchester United le 14 octobre 2006, à l'occasion d'un match de Premier League contre le Wigan Athletic FC. Titulaire, il marque le but égalisateur de la tête sur un service de Ryan Giggs, et contribue ainsi à la victoire des Red Devils, qui s'imposent finalement par trois buts à un.
Le 8 novembre 2007, Vidić prolonge son contrat avec Manchester United, le liant au club jusqu'en juin 2012.
Il s'impose rapidement au sein de l'effectif mancunien et devient titulaire indiscutable en défense centrale au côté de Rio Ferdinand.
Au début de la saison 2010-2011, il prolonge son contrat avec le club mancunien jusqu'en 2014 et hérite du brassard de capitaine des Red Devils après le départ à la retraite de Gary Neville. Il devient le deuxième étranger de l'histoire de MU à être son capitaine après Éric Cantona.
Le 7 décembre suivant, il se blesse aux ligaments croisés du genou face au FC Bâle. Opéré à la fin du mois de décembre, il est annoncé que la blessure du capitaine des Red Devils met fin à sa saison.
Le 20 août 2012, Vidić fait son retour sur les pelouses en étant aligné d'entrée par Alex Ferguson lors du match comptant pour la première journée de Premier League face à Everton (défaite 1-0). Le défenseur serbe participe à cinq rencontres avant de se blesser de nouveau. Après avoir subi une nouvelle opération au ménisque du genou droit, Manchester United annonce que son capitaine devrait être absent des terrains durant deux mois.
En 2020, Emmanuel Adebayor, qui avait joué très souvent contre Vidic, déclarait : Vidic c'était l'homme dur, le plus vicieux, c'était comme jouer contre un rocher. Il pourrait bloquer un attaquant avec un doigt. Il marchait sur toi, te disait pardon, il te taclait, il s'excusait. Il criait sur toi, crachait sur toi et à la fin il s'excusait. Ce gars était prêt à te tuer..

### Inter Milan
Le 5 mars 2014, l'Inter Milan annonce sur son site officiel que Vidić ferait partie de son effectif à partir de la saison 2014-2015, le président du club Erick Thohir le décrivant comme un « joueur de classe mondiale ». Il marque son premier but sous ses nouvelles couleurs contre l'AS Roma lors de la Champions Cup. Il inscrit son premier et seul but en compétition officielle le 11 janvier 2015 lors de la réception du Genoa.
Régulièrement blessé, le club milanais résilie son contrat le 19 janvier 2016 alors qu'il n'a disputé aucun match lors de la saison 2015-2016. Dix jours plus tard, il met un terme à sa carrière.

### En sélection
Il honore sa première sélection en A le 12 octobre 2002 lors du match comptant pour les éliminatoires de l'Euro 2004 face à l'Italie.
Il inscrit un seul but avec la Serbie, le 15 novembre 2006 contre la Norvège (1-1 score final).
Le 24 octobre 2011, Nemanja Vidić annonce qu'il met un terme à sa carrière internationale.

## Style de Jeu
Nemanja Vidic est considéré comme l'un des plus grands joueurs de l'histoire de la Serbie, l'un des meilleurs joueurs de l'histoire de Manchester United, l'un des meilleurs défenseurs de sa génération, voire de l'histoire.
Vidic était connu pour être un défenseur extrêmement rugueux, en mettant tellement d'intensité dans ses tacles, dans ses duels physiques, dans le duel aérien. Étant très puissant physiquement, il ne se laissait que très rarement avoir dans ses duels grâce à son sens de l'anticipation très raffiné et également à la crainte que les adversaires avaient pour lui. Ce colosse de 1 m90 pour 90 kg est taillé pour la Premier League dont il a d'ailleurs été élu meilleur défenseur de l'histoire de la Premier League.
Malgré tout, ses qualités techniques étaient assez moindres. Heureusement pour lui, il avait à ses côtés dans la charnière de Manchester United Rio Ferdinand qui lui avait des qualités techniques exceptionnelles pour s'occuper de la relance. Ce duo va devenir très vite culte avec la défense très rugueuse de Vidic qui allait à 100 % dans tous les ballons pour transmettre à Rio Ferdinand qui s'occupait de la relance ou de casser les lignes.
Vidic pouvait aussi se transformer en buteur, notamment sur coup de pied arrêté, avec un jeu de tête impressionnant tant dans le domaine offensif que défensif, où son placement, son physique lui octroyaient de très nombreux buts de la tête.
Vidic est aussi un formidable capitaine pour sa sélection et ses clubs, notamment Manchester United, où il est devenu un capitaine emblématique de la Serbie et de Manchester United. Il était réputé pour son franc parler, le fait qu'il pouvait motiver ses coéquipiers, avec son charisme et sa gentillesse, en bref, Vidic était respecté de tous ses coéquipiers.
Malheureusement, sa carrière est entachée par plusieurs blessures, potentiellement dues à son impact physique durant toute sa carrière.
Sir Alex Ferguson : il est le meilleur défenseur que j'ai entrainé.
Rio Ferdinand : il était déterminé à gagner tous les matchs en défense, c'était une muraille infranchissable et un coéquipier incroyable.
Cristiano Ronaldo : c'était un guerrier sur le terrain, c'était vraiment impressionnant avec ses qualités de leader, je l'ai admiré.
Gary Neville Vidic est le type de joueur que vous voulez à vos côtés dans les moments difficiles grâce à sa résilience et sa mentalité de gagnant.

## Palmarès

### En club
| - Étoile rouge de Belgrade - Championnat de Serbie-et-Monténégro - Champion : 2004. - Vice-champion : 2002 et 2003. - Coupe de Serbie-et-Monténégro - Vainqueur : 2002 et 2004. |  | - Spartak Moscou - Championnat de Russie - Vice-champion : 2005. |  | - Manchester United - Championnat d'Angleterre - Champion : 2007, 2008, 2009 et 2011 et 2013. - Vice-champion : 2006, 2010, 2012. - Coupe d'Angleterre - Finaliste : 2007. - Coupe de la Ligue anglaise - Vainqueur : 2006, 2009 et 2010. - Community Shield - Vainqueur : 2007, 2008, 2010 et 2011. - Ligue des champions - Vainqueur : 2008. - Finaliste : 2009 et 2011. - Supercoupe de l'UEFA - Finaliste : 2008. - Coupe du monde des clubs - Vainqueur : 2008. |

### Distinctions personnelles
- Membre de l'équipe-type du Championnat d'Angleterre : 2007, 2008, 2009 et 2011.
- Membre de l'équipe-type monde de l'année : 2007, 2008 et 2009[22].
- Membre de l'équipe-type de la Ligue des champions en  2011[23].
- Footballeur serbe de l'année en 2005 et 2008.
- 16e du Ballon d'or 2009 (défenseur le mieux classé, 8 points à égalité avec Luís Fabiano et Iker Casillas)[24]
- Trophée Sir Matt Busby (meilleur joueur de Manchester United élu par les supporters) en 2009.
- Membre de l'équipe type FIFA/FIFPro World XI en 2009 et 2011.
- Joueur du mois de Premier League en janvier 2009.
- Joueur de la saison de Premier League en 2009 et 2011.